# Velika Brda
Velika Brda je naselje u slovenskoj Općini Postojni. Velika Brda se nalazi u pokrajini Notranjskoj i statističkoj regiji Notranjsko-kraškoj. 

## Stanovništvo
Prema popisu stanovništva iz 2002. godine naselje je imalo 38 stanovnika.